# AIDA64
AIDA64 es un programa informático de análisis, auditoría e información del sistema desarrollado por FinalWire Ltd (una compañía Húngara) que funciona bajo los sistemas operativos Windows, Android, iOS, Windows Phone, Tizen, Chrome OS and Sailfish OS.  Muestra información detallada sobre los componentes de un ordenador. La información se puede guardar en un archivo en formatos como HTML, CSV o XML.

## Historia

### ASMDEMO
Aida comenzó en 1995 como software freeware ASMDEMO, un analizador de hardware de 16 bits para el sistema operativo DOS con funcionalidad básica. La primera versión pública de ASMDEMO fue la v870, que se acompañaba con un medidor de rendimiento de CPU y disco.

### AIDA
Más tarde, en el año 2000, se publicó AIDA 1.0 que incluía una base de datos de 12000 registros, soporte para medición de rendimiento de 32 bits MMX y SSE. Fue escrito por Tamás Miklós.

### AIDA32
En el año 2001 se publica AIDA32 1.0, una herramienta de diagnóstico para Windows de 32 bits con características básicas.
En 2002, se publicó AIDA32 2.0 añadiendo informes en formato XML y auditoría de red con soporte para bases de dato SQL.
En 2003, se publica AIDA32 3.61 con una base de datos de componentes hardware de 25000 registros, diagnóstico para monitores y traducido a 23 idiomas.
La última versión, 3.94, fue liberada en marzo de 2004. Se distribuyó como freeware y como archivo ejecutable portable que no requiere ser instalado en el ordenador en que se ejecuta.
El desarrollo de AIDA32 se detuvo el 24 de marzo de 2004.

### Everest
En abril de 2004, Miklós fue nombrado vicepresidente ejecutivo de ingeniería de software, investigación y desarrollo en Lavalys. El sucesor de AIDA32 fue el producto comercial de Lavalys: 'Everest.
Lavalys distribuyó una versión freeware de Everest hasta la versión 2.20, que todavía está disponible en algunos sitios dedicados al freeware. La versión freeware de Everest Home Edition se detuvo el 1 de diciembre de 2005 a favor de una versión completa comercial y de pago.
La última versión de Everest fue la 5.50, publicada en abril de 2010. Everest se abandonó a favor de AIDA64.

### Panel de memoria Corsair
En 2004, se publicó el módulo para memoria Corsair Xpert. Se trató de una utilidad freeware basada en AIDA32 exclusivamente desarrollada para Corsair Memory, Inc.

### AIDA64
La línea Everest se canceló tras la adquisición de Lavalys por FinalWire, una compañía privada formada por miembros del equipo de AIDA localizada en Budapest, Hungría. Tamas Miklos pasa a ser el director de FinalWire. Su principal producto es AIDA64, tomando el lugar dejado por Everest. Deja de ser freeware y pasa a convertirse en un producto comercial con un límite de prueba de 30 días.
AIDA64 da un gran salto adelante incluyendo una colección de procesadores de 64 bits y medición de rendimiento de memoria, compresión de datos optimizada ZLib, un conjunto mejorado de pruebas de rendimientos fractales en punto flotante, un nuevo método de medición de CPU para calcular el rendimiento en cálculos de valores hash criptográficos, soporte para SSDs (entradas específicas SMART para SSD, etc.) y expandiendo la base de datos de hardware a 115000 registros. Todos los medidores de AIDA64 se pasan a 64-bit y utilizan instrucciones MMX, 3DNow! y SSE para sacar a relucir el potencial completo de modernos procesadores multi-core de Intel y AMD. Los clientes que compraron Everest disfrutaron de una actualización gratuita a AIDA64 hasta el 20 de octubre de 2010.
AIDA64 está disponible en cuatro ediciones: una edición Extreme dirigida al uso doméstico y personal, AIDA64 Engineer, AIDA64 Business y AIDA64 Network Audit (estos tres dirigidos a un uso profesional).
El 6 de octubre de 2010 la versión 1.0 fue liberada. La versión 5.20.3400 liberada en marzo de 2015 contó con una base de datos de unos 176000 registros.
El 5 de marzo de 2015 FinalWire presentó una versión de AIDA64 para Android. Sus principales funciones consisten en mostrar información sobre SoC, CPU, pantalla, batería, temperatura, WI-FI y conexión a redes móviles, propiedades Android, detalles de GPU, otros listados de dispositivos (PCI, sensores, etc.) y un listado de aplicaciones instaladas, codecs y directorios del sistema. Una vesrión para la plataforma Android Wear también está disponible.
El 8 de mayo de 2015 se liberó la versión AIDA64 para iOS y Windows Phone para celebrar el vigésimo aniversario del programa (ASMDEMO en 1995). Está planeado que la aplicación para Windows Phone  se convierta en una aplicación universal en la segunda mitad de 2015.
El 28 de junio de 2015 se añadió soporte para nuevas tecnologías a AIDA64 (nuevas generaciones de procesadores Intel , AMD y GPGPU Nvidia, nuevos SSDs y para Windows 10 y Windows Server 2016). Una versión de la aplicación para móviles se publicó para Tizen, completando el portfolio de sistemas operativos soportados.
El 20 de junio de 2016 en la página de Facebook de AIDA64 se mostraba una versión de AIDA64 para Android ejecutándose en un Asus Chromebook con Chrome OS.
El 24 de junio de 2016 en la misma página de Facebook se anunció que AIDA64 estaría disponible para Sailfish OS.